# Epamera maesa
Epamera maesa är en fjärilsart som beskrevs av Riley 1928. Epamera maesa ingår i släktet Epamera och familjen juvelvingar. Inga underarter finns listade i Catalogue of Life.